# Tengen 2021
Il Tengen 2021 è stata la quarantasettesima edizione del torneo goistico giapponese Tengen, disputata dal 5 agosto 2020 al 6 dicembre 2021. Nella finale lo sfidante Seki Kotaro 4d (promosso 7d per la vittoria del torneo degli sfidanti) ha sconfitto per 3-1 il detentore, Ichiriki Ryo Tengen.

## Svolgimento

### Fase preliminare
La fase preliminare serve a determinare chi accede al torneo per la selezione dello sfidante. Consiste in una serie di tornei preliminari iniziali, i cui vincitori si qualificano al torneo per la determinazione dello sfidante, a cui hanno avuto accesso di diritto Murakawa Daisuke 9d, Shibano Toramaru Oza, Iyama Yuta Kisei, Hane Naoki 9d e Kono Rin 9d.
|  | Primo turno           | Primo turno |  |  | Secondo turno        | Secondo turno |                      |                   | Quarti di finale | Quarti di finale |  |  | Semifinali | Semifinali |  |  | Finale | Finale |
|  |                       |             |  |  |                      |               |                      |                   |                  |                  |  |  |            |            |  |  |        |        |
|  | Motoki Katsuya 8d     | B+R         |  |  |                      |               |                      |                   |                  |                  |  |  |            |            |  |  |        |        |
|  | Shida Tatsuya 8d      |             |  |  | Motoki Katsuya 8d    | N+R           |                      |                   |                  |                  |  |  |            |            |  |  |        |        |
|  | Takei Takashi 7d      |             |  |  | Murakawa Daisuke 9d  |               |                      |                   |                  |                  |  |  |            |            |  |  |        |        |
|  | Murakawa Daisuke 9d   | B+R         |  |  |                      |               |                      | Motoki Katsuya 8d | B+R              |                  |  |  |            |            |  |  |        |        |
|  | Otake Yu 5d           |             |  |  | Yamada Kimio 9d      |               |                      |                   |                  |                  |  |  |            |            |  |  |        |        |
|  | Kyo Kagen 8d          | B+R         |  |  | Kyo Kagen 8d         |               |                      |                   |                  |                  |  |  |            |            |  |  |        |        |
|  | Furuya Yutaka 8d      |             |  |  | Yamada Kimio 9d      | B+1,5         |                      |                   |                  |                  |  |  |            |            |  |  |        |        |
|  | Yamada Kimio 9d       | B+R         |  |  |                      |               |                      | Motoki Katsuya 8d |                  |                  |  |  |            |            |  |  |        |        |
|  | Ri Ishu 8d            | B+R         |  |  | Seki Kotaro 4d       | N+R           |                      |                   |                  |                  |  |  |            |            |  |  |        |        |
|  | Iyama Yuta Kisei      |             |  |  | Ri Ishu 8d           | N+R           |                      |                   |                  |                  |  |  |            |            |  |  |        |        |
|  | Ryu Shikun 9d         | N+R         |  |  | Ryu Shikun 9d        |               |                      |                   |                  |                  |  |  |            |            |  |  |        |        |
|  | Ueno Asami 4d         |             |  |  |                      |               | Ri Ishu 8d           |                   |                  |                  |  |  |            |            |  |  |        |        |
|  | Seki Kotaro 4d        | B+R         |  |  | Seki Kotaro 4d       | B+0,5         |                      |                   |                  |                  |  |  |            |            |  |  |        |        |
|  | Yokotsuka Riki 7d     |             |  |  | Seki Kotaro 4d       | N+R           |                      |                   |                  |                  |  |  |            |            |  |  |        |        |
|  | Onishi Ryuhei 7d      | B+R         |  |  | Onishi Ryuhei 7d     |               |                      |                   |                  |                  |  |  |            |            |  |  |        |        |
|  | Hon Akiyoshi 4d       |             |  |  |                      |               |                      | Seki Kotaro 4d    | B+R              |                  |  |  |            |            |  |  |        |        |
|  | Suzuki Shinji 7d      |             |  |  | Shibano Toramaru Ōza |               |                      |                   |                  |                  |  |  |            |            |  |  |        |        |
|  | Tsuruta Kazushi 6d    | N+7,5       |  |  | Tsuruta Kazushi 6d   | N+0,5         |                      |                   |                  |                  |  |  |            |            |  |  |        |        |
|  | Onishi Kenya 4d       |             |  |  | Yamashita Keigo 9d   |               |                      |                   |                  |                  |  |  |            |            |  |  |        |        |
|  | Yamashita Keigo 9d    | B+R         |  |  |                      |               | Tsuruta Kazushi 6d   |                   |                  |                  |  |  |            |            |  |  |        |        |
|  | Sada Atsushi 8d       | B+0,5       |  |  | Shibano Toramaru Ōza | B+1,5         |                      |                   |                  |                  |  |  |            |            |  |  |        |        |
|  | Hane Naoki 9d         |             |  |  | Sada Atsushi 8d      |               |                      |                   |                  |                  |  |  |            |            |  |  |        |        |
|  | Nishi Takenobu 5d     |             |  |  | Shibano Toramaru Ōza | B+R           |                      |                   |                  |                  |  |  |            |            |  |  |        |        |
|  | Shibano Toramaru Ōza  | N+R         |  |  |                      |               | Shibano Toramaru Ōza | B+R               |                  |                  |  |  |            |            |  |  |        |        |
|  | Cho Chikun Meijin on. |             |  |  | Yu Zhengqi 8d        |               |                      |                   |                  |                  |  |  |            |            |  |  |        |        |
|  | Kobayashi Satoru 9d   | B+R         |  |  | Kobayashi Satoru 9d  |               |                      |                   |                  |                  |  |  |            |            |  |  |        |        |
|  | Watanabe Koki 3d      |             |  |  | Ida Atsushi 8d       | B+R           |                      |                   |                  |                  |  |  |            |            |  |  |        |        |
|  | Ida Atsushi 8d        | B+3,5       |  |  |                      |               | Ida Atsushi 8d       |                   |                  |                  |  |  |            |            |  |  |        |        |
|  | Yo Kagen 9d           |             |  |  | Yu Zhengqi 8d        | N+R           |                      |                   |                  |                  |  |  |            |            |  |  |        |        |
|  | Yu Zhengqi 8d         | N+R         |  |  | Yu Zhengqi 8d        | N+R           |                      |                   |                  |                  |  |  |            |            |  |  |        |        |
|  | Kono Rin 9d           |             |  |  | Anzai Nobuaki 7d     |               |                      |                   |                  |                  |  |  |            |            |  |  |        |        |
|  | Anzai Nobuaki 7d      | B+R         |  |  |                      |               |                      |                   |                  |                  |  |  |            |            |  |  |        |        |

A seguito della vittoria del torneo per la selezione dello sfidante, Seki Kotaro 4d è stato promosso 7d il 10 settembre. Con questa vittoria Seki ha stabilito il primato per il minor tempo intercorso tra la nomina a giocatore professionista e la conquista della finale di uno dei sette tornei giapponesi principali (4 anni e 6 mesi) e quello per il più basso livello posseduto al momento della vittoria (4 dan).

### Finale
La finale è una sfida al meglio delle cinque partite, e si è disputata tra il campione in carica Ichiriki Ryo Tengen e Seki Kotaro 7d.
A seguito della vittoria del titolo, Seki Kotaro 7d è stato promosso 8 dan il 7 dicembre. Seki è il più giovane vincitore del Tengen (20 anni e 0 mesi).